# Sławomir Czarnecki (Komponist)
Sławomir Stanisław Czarnecki (* 23. Juli 1949 in Jelenia Góra) ist ein polnischer Komponist und Musikpädagoge.
Czarnecki studierte von 1969 bis 1974 an der Staatlichen Musikhochschule Warschau Komposition bei Piotr Perkowski und Romuald Twardowski. Als Stipendiat der französischen Regierung absolvierte er ein Zusatzstudium bei Olivier Messiaen in Paris. Nach dem Studium unterrichtete er Musiktheorie an der Józef-Elsner-Musikschule in Warschau, deren stellvertretender Direktor er von 1989 bis 1992 war. Auf dem von ihm initiierten Studentenmusikforum können seit 1996 Schüler der Musikschule ihre Werke präsentieren. Seit 2006 unterrichtet er am Institut für Musikpädagogik der Kazimierz-Wielki-Universität Bydgoszcz.
Als Komponist ist Czarnecki Preisträger zahlreicher Wettbewerbe und wurde mit dem Silbernen Verdienstkreuz der Republik Polen (1996), der Medaille der Komisja Edukacji Narodowej (2004) und der Silbernen Gloria-Artis-Medaille für kulturelle Verdienste ausgezeichnet. Er ist Mitglied der Künstlervereinigung ZAiKS und des polnischen Komponistenverbandes, Vizepräsident der Musikgesellschaft Karol Szymanowski und seit 2011 Präsident der Warschauer Zweigstelle des Komponistenverbandes.

## Werke
- Canzona da chiesa Version 1 für Violine und Orgel (1968), Version 2 für Violine und Klavier zu vier Händen (1968–75)
- Preludium i nokturn für Flöte und Klavier (1969)
- Cantata Igor Strawinski in memoriam für gemischten Chor und Orchester (1971)
- Dwie toccaty für Klavier (1971–73)
- Symfonietta per orchestra (1973)
- Klavierkonzert für junge Leute Nr. 1 (1973)
- Klavierkonzert für junge Leute Nr. 2 (1974)
- Piosenki dla dzieci für Simme und Klavier (1974–86)
- Preludium für Orchester (1975)
- Concertino per pianoforte e orchestra (1975)
- Źródło bijące, Lieder für Sopran und Kammerensemble (1976)
- Gradito per orchestra (1976)
- Piano-Trio (1977)
- Concerto pesante per tuba e orchestra (1978)
- Sonata per clavicembalo (1979)
- Symphonie concertante per pianoforte e orchestra (1979)
- Kwartet smyczkowy nr 1 (1980)
- Sonata pastorale per flauto e pianoforte (1980)
- Intrada, Elegia e Postludium per organo (1982)
- Sonata żałobna für Violine und Klavier (1982)
- Trio smyczkowe (1983)
- Lamentationes für neun Stimmen und zehn Instrumente (Jerzy Popiełuszko in memoriam) (1984)
- Cantata Laudate Dominum per soprano solo, basso solo, coro e orchestra (1985)
- Pieśni Orfeusza für Countertenor, Flöte, Oboe und Harfe (1985)
- Leśne wędrówki, fünf Klavierstücke für Kinder (1985)
- Kwintet saksofonowy (1987)
- Capriccio per due violoncelli (1988)
- Trio basso per viola, violoncello e contrabasso (1988)
- Three Visions per organo (1988–90)
- Źródło bijące, Lieder für Sopran und Klavier nach Texten von Halina Poświatowska (1989)
- Concerto per contrabasso e archi (1991)
- Muzyka z Zawratu für Kontrabass und Klavier (1991)
- Pieśni eucharystyczne für Stimme und Orgel (1992)
- Siedem małych etiud für Klavier (1992)
- Via Crucis per organo (1993)
- Hombark – Concerto per violino e archi (1995)
- Hymnus Gedanensis, sinfonische Dichtung für gemischten Chor und großes Sinfonieorchester (1997)
- Kwartet smyczkowy nr 2 „Spiski“ (1997)
- Wałaski, choreographisches Charakterpoem für Streichorchester (1997)
- Interludia Sabałowe für Oboe (1998)
- Toccatina für Klavier zu vier Händen (2000)
- Msza Jasnogórska für Sopran, Bassbariton, gemischten Chor und Orchester (2000)
- Sonatina tatrzańska für Klavier (2001)
- Kantata Jubileuszowa „Niech leci pieśń“ für Chor und Orchester nach Worten von Or-Ot (2001)
- Concerto Liliowe für zwei Geigen und Streichorchester (2002)
- Koncert Jurajski für vier Geigen und Streichorchester (2004)
- Dwie pieśni ludowe für dreistimmigen Frauen- oder Kinderchor (2004)
- Concerto Lendinum per violoncello e violino ed archi (2004–2005)
- Corona Mariae – Hymni in honorem Beatae Mariae Virginis Regina Poloniae für gemischten Chor (2004–2006)
- Symfonia koncertująca "Bałtycka" für Klavier und Orchester (2015)
- Divertimento (2017)